# قله پیسنگ
قله پیسنگ (به لاتین: Pisang Peak) یک منطقهٔ مسکونی در نپال است که در Manang District, Nepal واقع شده‌است. قله پیسنگ ۶٬۰۹۱ متر بالاتر از سطح دریا واقع شده‌است.